# Martin Dibelius
Martin Dibelius (14 de septiembre de 1883-1947) fue un teólogo protestante alemán.
Junto con Karl Ludwig Schmidt y Rudolf Karl Bultmann uno de los máximos exponentes de la escuela de la historia de las formas. Se enmarca dentro del movimiento de la Antigua búsqueda del Jesús histórico.
Era primo de Otto Dibelius.

## Obra
- Die Formgeschichte des Evangeliums (Tubinga, 1919)

- El contenido de este artículo incorpora material de una entrada de la Enciclopedia Libre Universal, publicada en español bajo la licencia Creative Commons Compartir-Igual 3.0.

- Datos: Q63058
- Multimedia: Martin Dibelius / Q63058